# Mas Guardiola (Monistrol de Calders)
Mas Guardiola és una masia de Monistrol de Calders (Moianès) inclosa a l'Inventari del Patrimoni Arquitectònic de Catalunya.

## Descripció
Antic mas, avui adossat a l'església parroquial formant un mateix conjunt. La nau dreta de l'església es troba adossada a la façana principal del mas, de manera que aquest queda partit aproximadament per la meitat. Aquesta situació ha obligat a desplaçar el portal d'entrada, de mig punt i adovellat, cap a la dreta, i també ha influenciat en la distribució interior de la casa. L'estructura del mas s'assembla a la basilical. Totes les obertures són fetes amb carreus de pedra picada. L'interior contenia estable, celler, forn, premsa, tines... alguns elements dels quals encara es conserven. Part de les voltes dels baixos són fetes amb pedra tosca.
El celler és dels espais més interessants; s'hi observen restes de diverses fases constructives: opus spicatum, un arc apuntat…. Des d'aquest recinte es pot observar l'absis romànic de l'església.

## Història
El mas Guardiola era, des del segle xii, dels masos més importants del terme. Pertanyia a la família Guardiola que actuaven com a feudataris a Monistrol. És probable que el mas hagués tingut una guàrdia o torre de defensa que hauria donat origen al nom del mas. Els baixos de la rectoria contenen restes del mas d'època medieval. A finals del segle xvi (1593) la pubilla del mas Guardiola es casà amb l'hereu del mas Solà, també de Monistrol, unint així els dos patrimonis més influents de Monistrol.
Pels volts del 1700, coincidint amb les obres d'ampliació de l'església, s'hi van fer reformes importants, quedant el mas definitivament adossat a l'església i transformat en rectoria. És evident que aquestes obres es van fer paral·lelament, seguint un pla conjunt.